# Миранда, Армандо
Арма́ндо Мира́нда (порт.-браз. Armando Miranda; 12 декабря 1939, Сан-Паулу — 7 апреля 1980, Сан-Паулу) — бразильский футболист, игравший на позиции нападающего.

## Карьера
Армандо Миранда родился в Бразилии в семье сицилийцев, выходцев из деревни Сан-Джулиано, близ Неаполя. У него было 10 братьев и сестёр. Он начал свою карьеру в клубе «Коринтианс» в 1956 году. Затем выступал за «Ферровиарию» из Аракуары. А потом вернулся в клуб, за который, в общей сложности, провёл 77 матчей и забил 25 голов. В 1962 году он перешёл во «Фламенго», дебютировав 25 марта 1962 года в матче с «Атлетико Паранаэнсе». Всего за клуб футболист провёл 25 матчей и забил 9 голов. В мае того же года футболист с клубом отправился в турне по Европе, в котором клуб играл с командами Италии, Испании, Скандинавии, Восточной Европы и Африки. По ходу турне нападающий забил 8 голов, чем обратил на себя внимание европейских команд.
В сентябре 1962 года Миранда был куплен «Ювентусом», который искал замену Джону Чарльзу. Он дебютировал в составе клуба 14 октября в матче с «Ромой», где сразу же забил гол ударом со штрафного с 30 метров. Более того, он забивал ещё в трёх матчах подряд. Футболист играл очень удачно: он смог не подпустить к игре в стартовом составе своего соотечественника, Бруно Сичилиано. В середине сезона бразилец получил мышечную травму, из-за чего не играл почти два месяца. 10 февраля, первый раз выйдя после перерыва, Миранда забил гол, который принёс клубу победу над «Болоньей». Всего в чемпионате Армандо забил 12 голов в 17 матчах, где «Старая Синьора» заняла второе место, а также три гола в трёх матчах на Кубок Альп.
В следующем сезоне Миранда был вынужден покинуть ряды «Юве»: лидер команды Омар Сивори считал, что тот был неприятен команде на поле и в раздевалке, к тому же он не мог быть полноценной заменой Чарльза, из-за недостаточного умения игры головой. «Ювентус» приобрёл в атаку Нене и Дино да Косту, а Миранда перешёл в «Катанию», где сыграл 10 матчей и забил один гол, поразив ворота своего бывшего клуба, «Ювентуса». Затем он вернулся в Бразилию, где играл за «Жувентус» и клуб «Португеза Деспортос». В 1967 году Армандо перешёл в клуб «Атлетико Хуниор», куда также перешли Гарринча и Куарентинья. В колумбийском клубе нападающий играл, с перерывом на клуб «Америка» из Сан-Жозе-ду-Риу-Прету, до 1971 года, проведя 70 игр и забив 38 голов, из них 24 в 1970 году, когда он стал третьим бомбардиром чемпионата Колумбии. Завершив игровую карьеру, Миранда играл за любительский клуб «Телефоника» и работал в компании «Atlas Transporte».

## Достижения
- Обладатель Кубка Альп: 1963